# Slančeva ulica, Novo mesto
Slančeva ulica je ena od ulic v Novem mestu. Od leta 1970 se imenuje po slovenskem publicistu, politiku in pravniku, dr. Karlu Slancu. Ulica obsega 8 hišnih številk, poteka pa med Kandijsko cesto in Maistrovo ulico.